# カルロス・ラブリン
カルロス・アルフレド・ラブリン・カンディア（Carlos Alfredo Labrín Candia, 1990年12月2日 - ）は、チリ・ムルチェン出身の同国代表サッカー選手。アウダックス・イタリアーノ所属。ポジションはディフェンダー（センターバック）。

## 経歴
CDウアチパトの下部組織で育ち、2008年に公式戦デビュー。若くして信頼され、ポジションを確保する。ユース代表としても2009年のトゥーロン国際大会でチリ代表を優勝に導き、自身は最優秀選手に選ばれた。2010年5月5日には、当時の代表監督であるマルセロ・ビエルサに認められ19歳にしてトリニダード・トバゴ代表との親善試合でA代表初キャップを記録する。2011年夏にイタリアのパレルモに移籍した。EU国籍を持たず経験を積ませる狙いもあってそのままノヴァーラ・カルチョへ貸し出されたが、公式戦2試合の出場に留まり、冬の移籍市場でパレルモに復帰した。2013年1月、古巣であるウアチパトにレンタル移籍で復帰する事が決定。
2015年5月27日、サン・マルコス・デ・アリカからアウダックス・イタリアーノに1年契約で移籍した。

## タイトル
チリ代表
- トゥーロン国際大会 : 2009